# Grammographus
Grammographus is een kevergeslacht uit de familie van de boktorren (Cerambycidae). De wetenschappelijke naam van het geslacht werd voor het eerst geldig gepubliceerd in 1863 door Chevrolat.

## Soorten
Grammographus omvat de volgende soorten:
- Grammographus albosignatus (Gahan, 1906)
- Grammographus arcuatus Matsushita, 1939
- Grammographus balyi (Pascoe, 1859)
- Grammographus flavicollis (Matsushita, 1931)
- Grammographus granulicollis Hayashi, 1974
- Grammographus jezoensis (Matsushita & Tamanuki, 1935)
- Grammographus kanoi (Hayashi, 1963)
- Grammographus lineatus Chevrolat, 1863
- Grammographus monticola (Gahan, 1906)
- Grammographus notabilis (Pascoe, 1862)
- Grammographus oblongomaculatus (Gahan, 1906)
- Grammographus submaculatus Hayashi, 1974
- Grammographus taiwanensis Hayashi, 1966